# 長谷長次
長谷 長次（はせ ちょうじ、1903年（明治36年）8月23日 - 1977年（昭和52年）12月5日）は、日本の政治家。衆議院議員（1期）。弁護士。

## 経歴
石川県出身。1926年東京高等工業学校電気化学科卒。司法官試補となり、検察官となる。
1937年の第20回衆議院議員総選挙で石川1区から立候補して当選する。1942年の総選挙（いわゆる翼賛選挙）では非推薦で立候補して落選した。戦後第1回の1946年の第22回衆議院議員総選挙で石川県（全県1区）から立候補したが、次点で落選。翌1947年の第1回北海道知事選挙（1947年北海道庁長官選挙）で無所属で立候補したが落選した。1949年の総選挙と1950年の参院選に北海道から立候補したが、いずれも落選。選挙後に帰郷し、1952年の第25回衆議院議員総選挙で石川1区から再び立候補して落選。その後は千葉県に移り、同地から国政選挙に何度も立候補したが落選続きだった。1977年死去。
姪にインドネシア初代大統領スカルノの愛人となった金勢さき子がいる。

## 国政選挙歴
- 第20回衆議院議員総選挙（石川1区、1937年4月、中立（無所属））当選[3]。
- 第21回衆議院議員総選挙（石川1区、1942年4月、翼賛政治体制協議会非推薦）落選[4]。
- 第22回衆議院議員総選挙（石川県全県区、1946年4月、無所属）落選[5]。
- 第24回衆議院議員総選挙（北海道1区、1949年1月、農民新党）落選[6][注 1]。
- 第2回参議院議員通常選挙（北海道地方区、1950年6月、無所属）落選[7]。
- 第25回衆議院議員総選挙（石川1区、1952年10月、無所属）落選[8]。
- 第7回参議院議員通常選挙（全国区、1965年7月、無所属）落選[9]。
- 第31回衆議院議員総選挙（千葉3区、1967年1月、無所属）落選[10]。
- 第7回参議院議員補欠選挙（千葉県地方区、1967年11月、無所属）落選[11]。
- 第8回参議院議員通常選挙（東京都地方区、1968年7月、無所属）落選[12]。
- 第32回衆議院議員総選挙（千葉3区、1969年12月、無所属）落選[10]。
- 第9回参議院議員通常選挙（千葉県地方区、1971年6月、無所属）落選[13]。
- 第33回衆議院議員総選挙（千葉3区、1972年12月、無所属）落選[10]。
- 第10回参議院議員通常選挙（千葉県地方区、1974年7月、無所属）落選[13]。